# Sydamerikanska mästerskapet i basket 1947
Sydamerikanska mästerskapet i basket 1947 spelades i Rio de Janeiro, Brasilien och vanns av Uruguay. 6 lag deltog.

## Slutställning
1. Uruguay
2. Brasilien
3. Chile
4. Ecuador
5. Argentina
6. Peru

## Resultat
Alla mötte varandra en gång, och spelade totalt fem omgångar var. Om två lag hamnade på samma poäng avgjorde inbördes möten, men om det hänt bland de två främsta hade det resulterat i en finalmatch.
| Placering | Lag       | Poäng | Vinst | Förlust | Gjorda poäng | Insläppta poäng | Poängskillnad |
| --------- | --------- | ----- | ----- | ------- | ------------ | --------------- | ------------- |
| 1         | Uruguay   | 10    | 5     | 0       | 225          | 183             | +42           |
| 2         | Brasilien | 8     | 3     | 2       | 200          | 181             | +19           |
| 3         | Chile     | 8     | 3     | 2       | 205          | 193             | +12           |
| 4         | Ecuador   | 7     | 2     | 3       | 193          | 234             | -41           |
| 5         | Argentina | 7     | 2     | 3       | 223          | 228             | -5            |
| 6         | Peru      | 5     | 0     | 5       | 196          | 223             | -27           |

| Uruguay   | 37 - 27 | Brasilien |
| Uruguay   | 45 - 44 | Chile     |
| Uruguay   | 46 - 33 | Ecuador   |
| Uruguay   | 51 - 48 | Argentina |
| Uruguay   | 46 - 31 | Peru      |
| Brasilien | 44 - 33 | Chile     |
| Brasilien | 50 - 34 | Ecuador   |
| Brasilien | 37 - 38 | Argentina |
| Brasilien | 42 - 39 | Peru      |
| Chile     | 52 - 31 | Ecuador   |
| Chile     | 42 - 41 | Argentina |
| Chile     | 34 - 32 | Peru      |
| Ecuador   | 47 - 43 | Argentina |
| Ecuador   | 48 - 43 | Peru      |
| Argentina | 53 - 51 | Peru      |